# Polinomis duals continus de Hahn
En matemàtiques, els polinomis duals continus de Hahn són una família de polinomis ortogonals en l'esquema d'Askey dels polinomis ortogonals hipergeomètrics. Es defineixen en termes de funcions hipergeomètriques generalitzades per 
{\displaystyle S_{n}(x^{2};a,b,c)={}_{3}F_{2}(-n,a+ix,a-ix;a+b,a+c;1).\ }
Koekoek, Lesky i Swarttouw (2010) ofereix una llista detallada de les seves propietats.
Els polinomis estretament relacionats inclouen els polinomis duals de Hahn Rn(x;γ,δ,N), els polinomis continus de Hahn pn(x,a,b, a, b), i els polinomis de Hahn. Tots aquests polinomis tenen q-anàlegs amb un paràmetre q addicional, com els polinomis q-Hahn Qn(x;α,β, N;q), etc..

Gràfica 3D dels polinomis duals continus de Hahn
Gràfica 3D complexa dels polinomis duals continus de Hahn

## Relació amb altres polinomis
Els polinomis de Wilson són una generalització dels polinomis duals continus de Hahn.